# ねじまき鳥と火曜日の女たち
『ねじまき鳥と火曜日の女たち』（ねじまきどりとかようびのおんなたち）は、村上春樹の短編小説。

## 概要
| 初出     | 『新潮』1986年1月号                     |
| 収録書籍 | 『パン屋再襲撃』（文藝春秋、1986年4月） |

本短編をもとに、『ねじまき鳥クロニクル 第1部 泥棒かささぎ編』（新潮社、1994年4月）の冒頭の章、「1 火曜日のねじまき鳥、六本の指と四つの乳房について」が書かれることとなった。

### 英訳
| タイトル | The Wind-Up Bird and Tuesday's Women                 |
| 翻訳     | アルフレッド・バーンバウム                           |
| 初出     | 『ザ・ニューヨーカー』1990年11月26日号               |
| 収録書籍 | 『The Elephant Vanishes』（クノップフ社、1993年3月） |

英訳版は『村上春樹ブック』（「文學界」1991年4月臨時増刊）に再録されている。

## 『ねじまき鳥クロニクル』との主な相違点
- 本短編では妻の名前はない。『ねじまき鳥クロニクル』では初めから「クミコ」と明かされている。
- 妻からの電話が終わったあと「僕」は台所に行って水を飲むが（ここまでは同じ）、本短編では「僕」はFMラジオのスイッチを入れる。「ラジオはロバート・プラントの新しいLPを特集していたが、二曲ばかり聴いたところで耳が痛くなってきたのでスイッチを切った」という描写がある。
- 「かつては――と僕は思った――僕も希望に燃えたまともな人間だった。高校時代にはクラレンス・ダロウの伝記を読んで弁護士になろうと志した」という記述は、『ねじまき鳥クロニクル』にはない。
- 本短編の妻の職業はデザイン・スクールの事務であるが、『ねじまき鳥クロニクル』では「健康食品や自然食料理を専門とする雑誌の編集」に変更されている。ただし友だちの編集者からイラストレーションの仕事をまわしてもらっているという部分は同じ。
- 電話の女は「僕」に、「あなたの頭の中のどこかに致命的な死角があると思わないの？」と言う。この「死角」という言葉は『ねじまき鳥クロニクル』では、別の章「11 間宮中尉の登場、温かい泥の中からやってきたもの、オーデコロン」に出てくる[3]。
- 本短編では飴色の縁の濃いサングラスをかけた女の子の名前はない。『ねじまき鳥クロニクル』では「僕」と再会したときに「笠原メイ」という名前であることが明かされる[4]。
- 本短編の猫の名前は「ワタナベ・ノボル」だが、『ねじまき鳥クロニクル』の猫の名前は「ワタヤ・ノボル」である。

## その他
- 作品を貫く不穏なムードと物語のおおまかな骨格は、レイモンド・カーヴァーの「あなたお医者さま?」（『頼むから静かにしてくれ』収録）の影響が見られる。[要出典]
- 短編集『The Elephant Vanishes』（クノップフ社）を編集したゲイリー・フィスケットジョンは、「これ（注・「ねじまき鳥と火曜日の女たち」）こそが短篇選集の巻頭を飾るのにふさわしい作品だと信じて疑わなかった」と述べている[5]。

## 映像化
2022年に、本作と「かえるくん、東京を救う」「バースデイ・ガール」「かいつぶり」「UFOが釧路に降りる」「めくらやなぎと眠る女」を翻案したカナダ・フランス・ルクセンブルク・オランダの国際共同制作のアニメ映画『めくらやなぎと眠る女（原題：Saules Aveugles, Femme Endormie）』が制作された。